# Cancão (poeta)
João Batista de Siqueira, mais conhecido como Cancão  (São José do Egito, 12 de maio de 1912 — São José do Egito, 5 de julho de 1982), foi um poeta brasileiro.
Em 1950, deixou de participar de cantorias de viola e dedicou-se apenas à poesia escrita. Sua obra já foi classificada pelos críticos como uma versão popular à poesia de poetas românticos como Castro Alves, Fagundes Varela ou Casimiro de Abreu.
Frequentou a escola por pouco tempo e foi, também, oficial de Justiça em sua cidade, onde morreu.

## Obras
Livros publicados:
- "Meu Lugarejo”
- "Musa Sertaneja"
- "Flores do Pajeú"

Folhetos de Cordel:
- "Fenômeno da Noite"
- "Mundo das Trevas"
- "Só Deus é Quem Tem Poder"